# Karl Gustaf Lennander
Karl Gustaf Lennander (født 20. maj 1857 i Kristianstad, død 15. marts 1908 i Uppsala) var en svensk kirurg.